# Paramisophria ovata
Paramisophria ovata is een eenoogkreeftjessoort uit de familie van de Arietellidae. De wetenschappelijke naam van de soort is voor het eerst geldig gepubliceerd in 1996 door Heinrich.